# Слов'яносербська (пам'ятка природи)
Слов'яносербська — геологічна пам'ятка природи місцевого значення. Розташована на північній околиці селища Слов'яносербськ Слов'яносербського району Луганської області. Загальна площа — 4 га.
Геологічна пам'ятка отримала статус згідно з рішенням виконкому Луганської обласної ради народних депутатів № 72 від 4 лютого 1969 року (в.ч.), рішенням виконкому Ворошиловградської обласної ради народних депутатів № 247 від 28 червня 1984 року.
Пам'ятка природи являє собою піщаний кар'єру, на схилах якого спостерігається відслонення марфинського горизонту неогену завтовшки 1,5 м. Відслонення представлене шаром кварцової, добре обкатаної гальки в дрібнозернистому кварцовому піску, який має бурий колір через високий вміст заліза. Дані утворення перешаровуються з конгломератами і підстилаються білими кварцовими пісками з прошарком глин берекської світи завтовшки 8 м.